# Torre de la Parada
Torre de la Parada je bývalý lovecký zámeček, který se nacházel v dnešním Monte de El Pardo ve Fuencarral-El Pardo, nedaleko královského paláce El Pardo. Nacházel se mimo Madrid v pohoří Sierra de Guadarrama. Zámeček byl velmi poničen požárem během války o španělské dědictví v roce 1714 rakouským vojskem. Zůstaly jen ruiny.

## Historie
Zámeček byl postaven v letech 1547–49 architektem Luisem de Vegou. Během let 1635–40 byl místem velkého architektonického a dekorativního projektu španělského krále Filipa IV. Španělského, který byl velkým loveckým nadšencem. V roce 1636 pověřil španělského architekta Juana Gómeze de Mora, aby zámeček zrekonstruoval. Nechal ho vyzdobit předními malíři, včetně Rubense a Velázqueze, kteří přispěli některými ze svých šaškovských portrétů, včetně obrazu Šašek Don Juan de Austria, Šašek Don Diego de Acedo, Portrét Francisca Lezcanoa a Portrét Pabla de Valladolida od Velázqueze. Jeho obrazy Aesop a Menippus byly také určeny pro zámeček, stejně jako několik jeho známých portrétů královské rodiny v jejich soukromí, na lovu či v jezdeckém úboru na obrazu Princ Baltazar Karel na lovu. V roce 1636 byl Peter Paul Rubens pověřen namalovat šedesát mytologických obrazů. Práce mu trvala asi 18 měsíců, na projektu s ním spolupracovali Jacob Jordaens, Cornelis de Vos, Peter Snayers, Thomas Willeboirts Bosschaert, Theodoor van Thulden, Jan Boeckhorst a další. Čtyřicet obrazů se dochovalo, stejně jako mnoho Rubensových olejových skic a kreseb. Většina těchto prací je v Museo del Prado v Madridu. V roce 1710 byly nejcennější obrazy přesunuty jinam. V roce 1806 jsou popisovány obrazy vlámských malířů Paula de Vos, Erasma Quellina II., Thomase Willeboirtse Bosschaerta, Jana Cossierse a Yorise (možná Joris van Son, který pracoval s Erasmem Quellinem II.).

Šaškovské portréty Diega Velázqueze
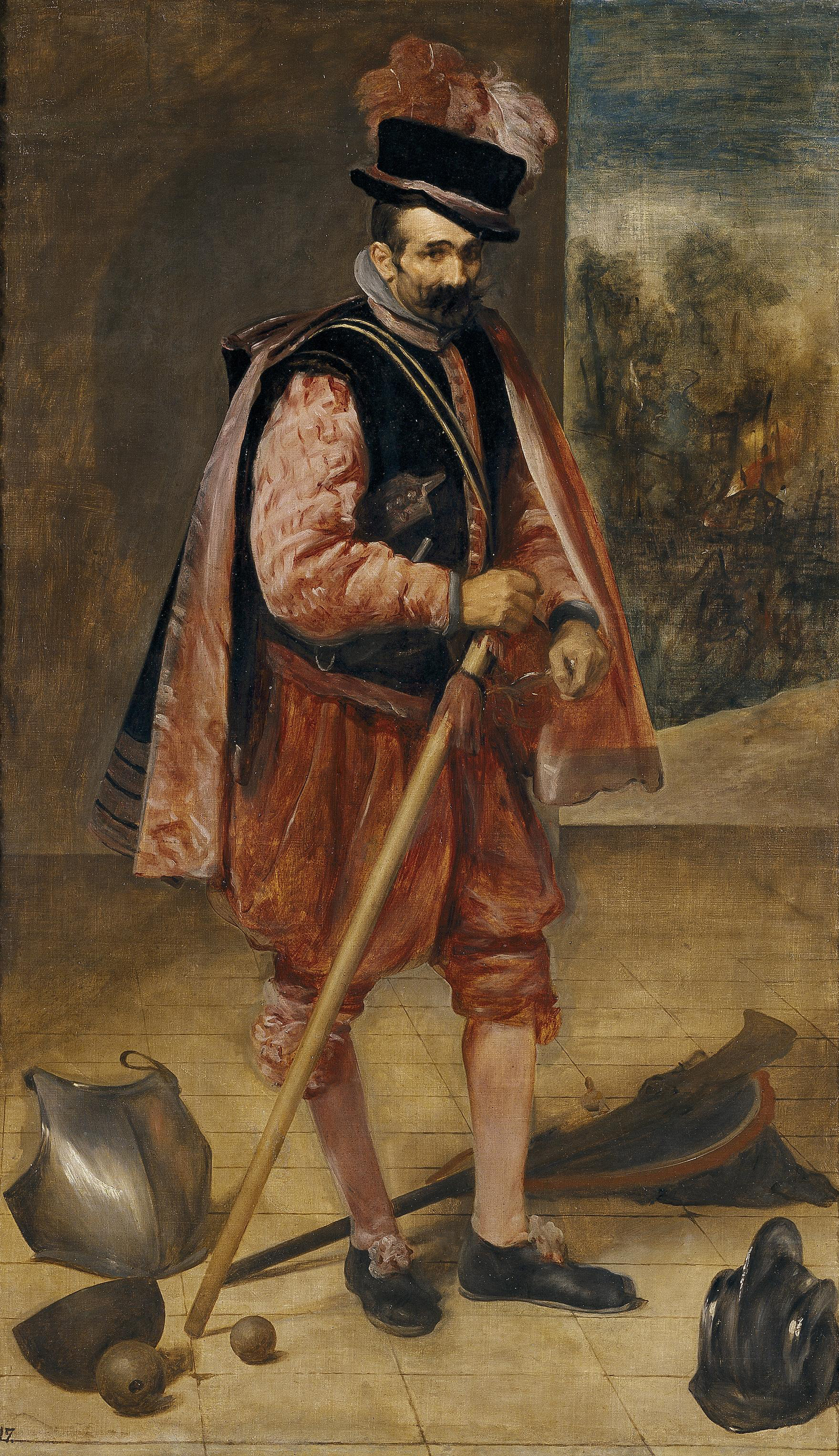
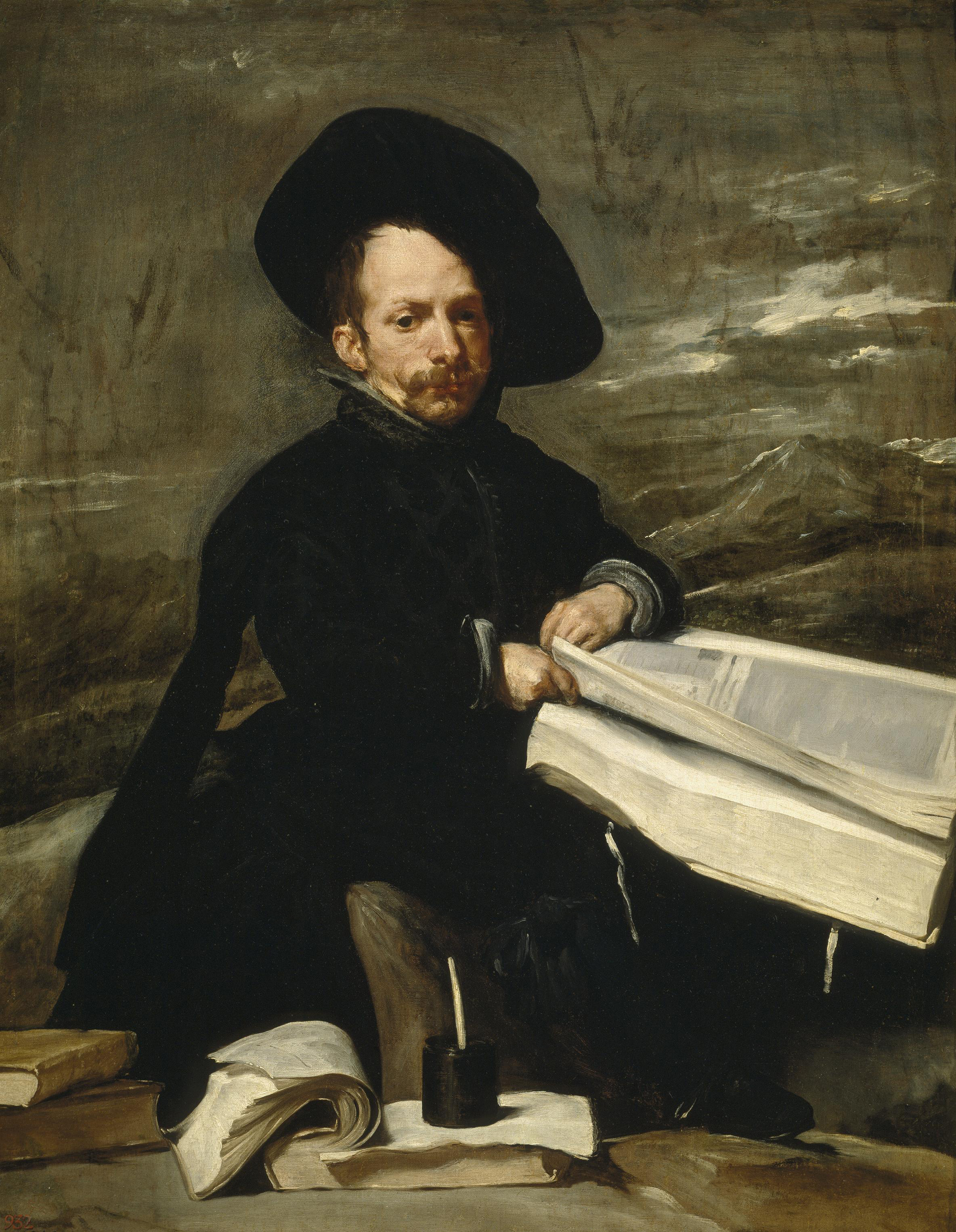
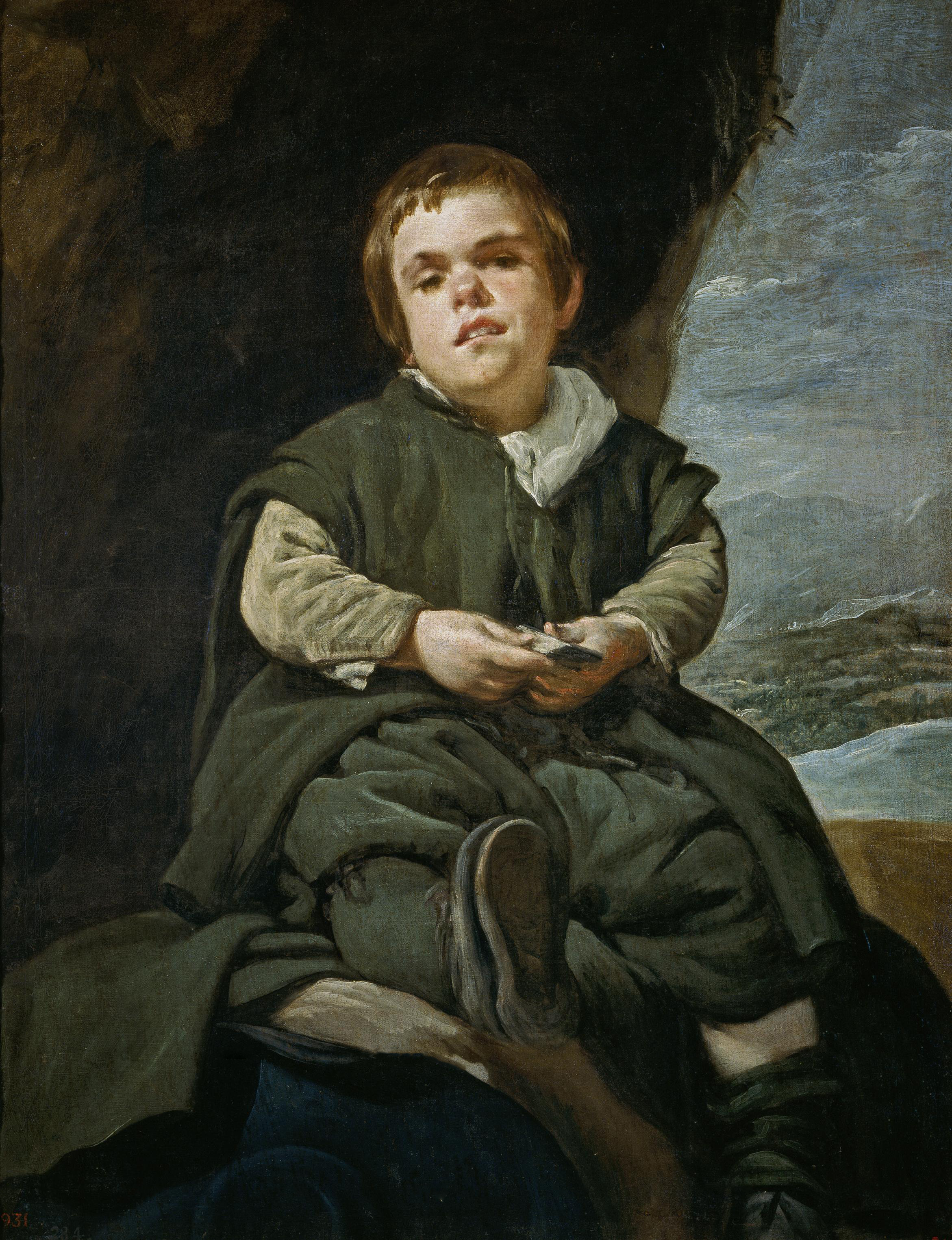
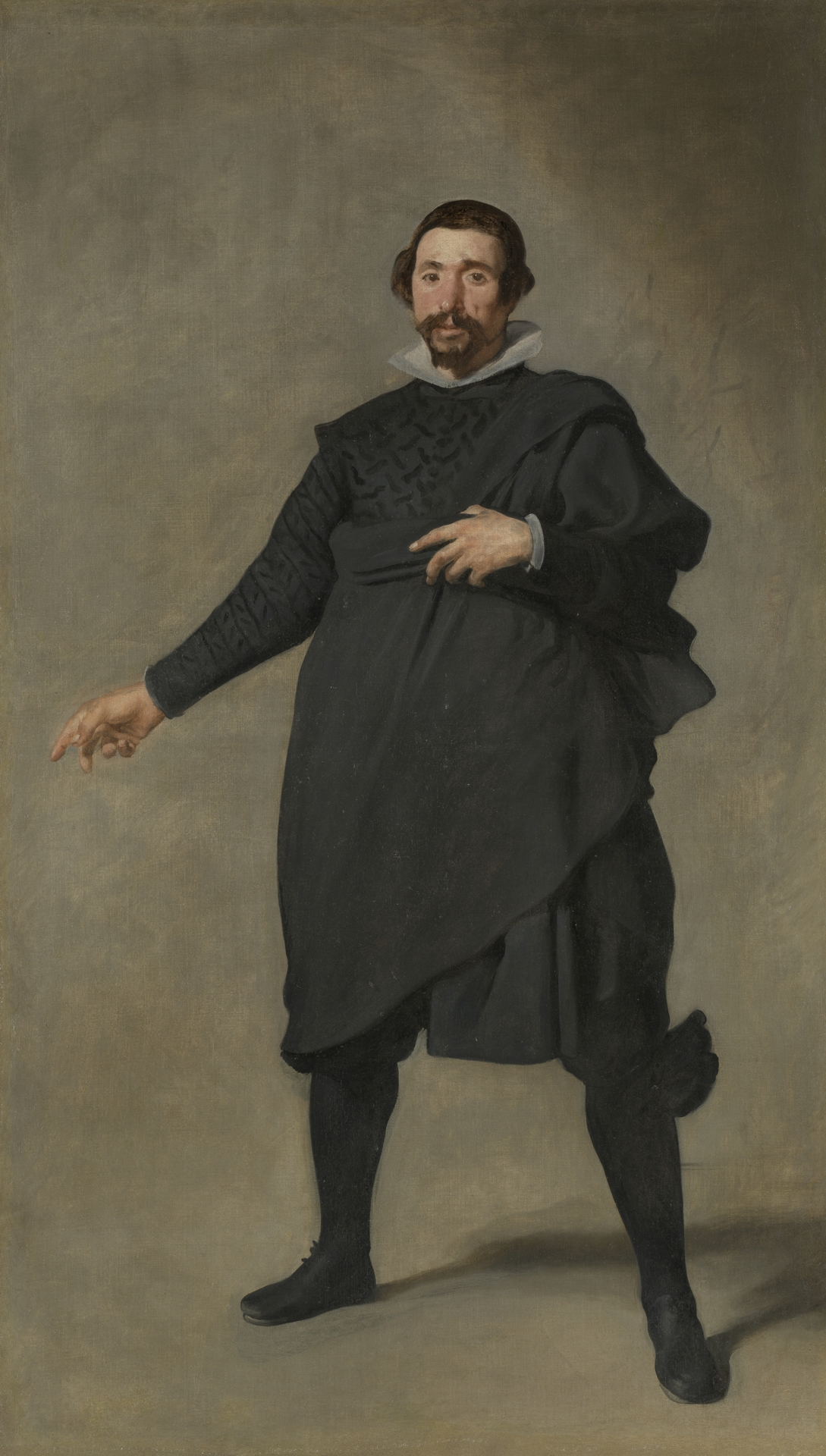

## Popis k obrázkům v galerii
- Šašek Don Juan de Austria, u španělského dvora byl v letech 1624 až 1654, olej na plátně, výška: 210 cm, šířka: 124,5 cm, 1632–1633, Muzeo del Prado.
- Údajný portrét šaška Diega de Alcedo, podle dokumentace žil u španělského dvora v letech 1635–1660, olej na plátně, výška: 106 cm, šířka: 83 cm, 1643–1645, Muzeo del Prado.
- Portrét španělského šaška Francisca Lezcana, přezdívaný El niño de Vallecas, olej na plátně, výška: 106 cm, šířka: 83 cm, 1643–1645, Muzeo del Prado.
- Portrét šaška Pabla de Valladolida († 1648), který sloužil u španělského dvora, olej na plátně, rok 1635, výška: 209 cm, šířka: 123 cm, Muzeo del Prado.